# Січ-3-Р
Січ-3-Р — український супутник радіолокаційного дистанційного зондування Землі високої роздільної здатності з синтезованою апертурою антени.

Супутник Січ-3-Р

Створення супутника передбачене Національною космічною програмою на 2008–2012.
Бортовий комплекс радіолокаційної апаратури дозволить вирішувати практичні й наукові завдання.
Інформація зі супутника застосовуватиметься при розробці великомасштабних карт і планів місцевості, геоінформаційних систем тощо.
Подальше нарощування національного супутникового угрупування планується після розробки та запуску супутника оптико-електронного спостереження Січ-3-0 та супутника радіолокаційного спостереження Січ-3-Р, оснащеного радіолокатором з синтезованою апертурою антени з розподільчою здатністю 2х2 м² у режимі смугового та кадрового знімання, та 20х20 м² у режимі оглядового знімання.

Супутник Січ-3-Р

| Характеристика                         | Параметр                                                                          |
| -------------------------------------- | --------------------------------------------------------------------------------- |
| Маса супутника                         | 650 кг                                                                            |
| Висота польоту                         | 626 км                                                                            |
| Нахил орбіти (в градусах)              | 97,9                                                                              |
| Орбіта                                 | Сонячно-синхронна                                                                 |
| Робоча довжина хвилі, см               | 3                                                                                 |
| Ширина смуги огляду (км)               | 20                                                                                |
| Тип радіолокатора                      | З синтезованою антеною апертури                                                   |
| Смуга захоплення, км                   | 400                                                                               |
| Синтез радіолокаційного зображення     | Наземна обробка                                                                   |
| Режим роботи                           | сеансний                                                                          |
| Точність орієнтації (кут. мінути)      | 15                                                                                |
| Кутова швидкість стабілізації (град/с) | 0,001                                                                             |
| Середньодобова потужність (Вт)         | 280                                                                               |
| Термін активного існування             | не менше 5 років                                                                  |
| Носій виведення                        | Дніпро Україна                                                                    |
| Дата запуску                           | визначається                                                                      |
| Розробники                             | КБ «Південне» Україна                                                             |
| Виробник                               | "Виробниче об'єднання «Південний машинобудівний завод ім. О. М. Макарова» Україна |

## Призначення
Супутник «Січ-3-Р» призначений для оперативного отримання цифрових радіолокаційних знімків поверхні Землі з високою роздільною здатністю на місцевості. Особливістю радіолокаційного спостереження Землі є можливість отримання інформації в будь-який час доби незалежно від наявності хмарності. Супутник «Січ-3-Р» створюється на базі платформи супутника «Січ-3-0», що забезпечує функціонування цільової апаратури — радіолокатора з синтезуванням апертури.
Супутник «Січ-3-Р» створюється на базі платформи середнього класу з установкою радіолокатора з високою роздільною здатністю та має достатню конкурентоспроможність і є реакцією космічної галузі України на потреби світового ринку.